# Cilacap (Regierungsbezirk)

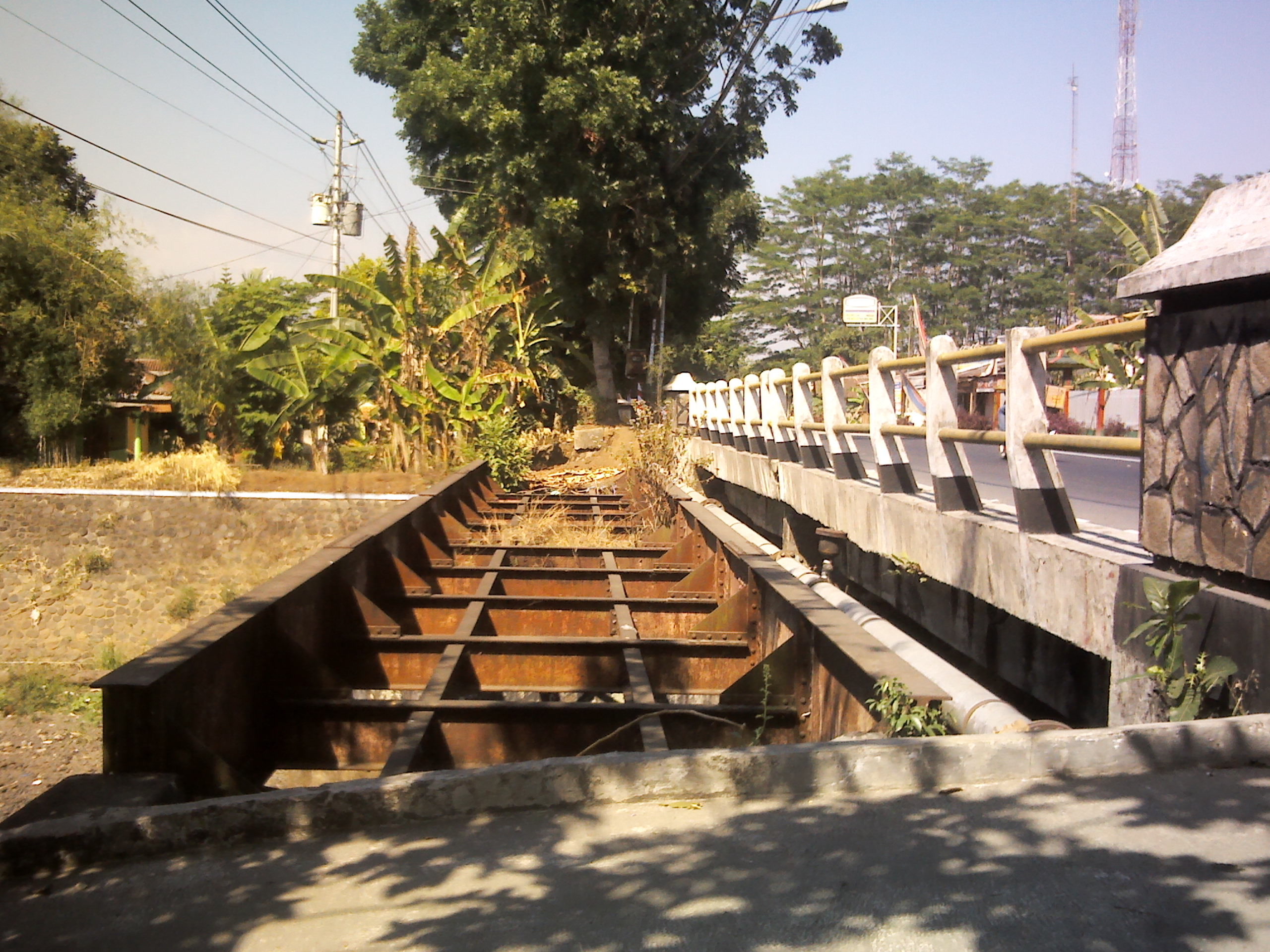
Das ehemalige Tal der Serayu-Dampfzugbrücke im Ponggawa-Fluss

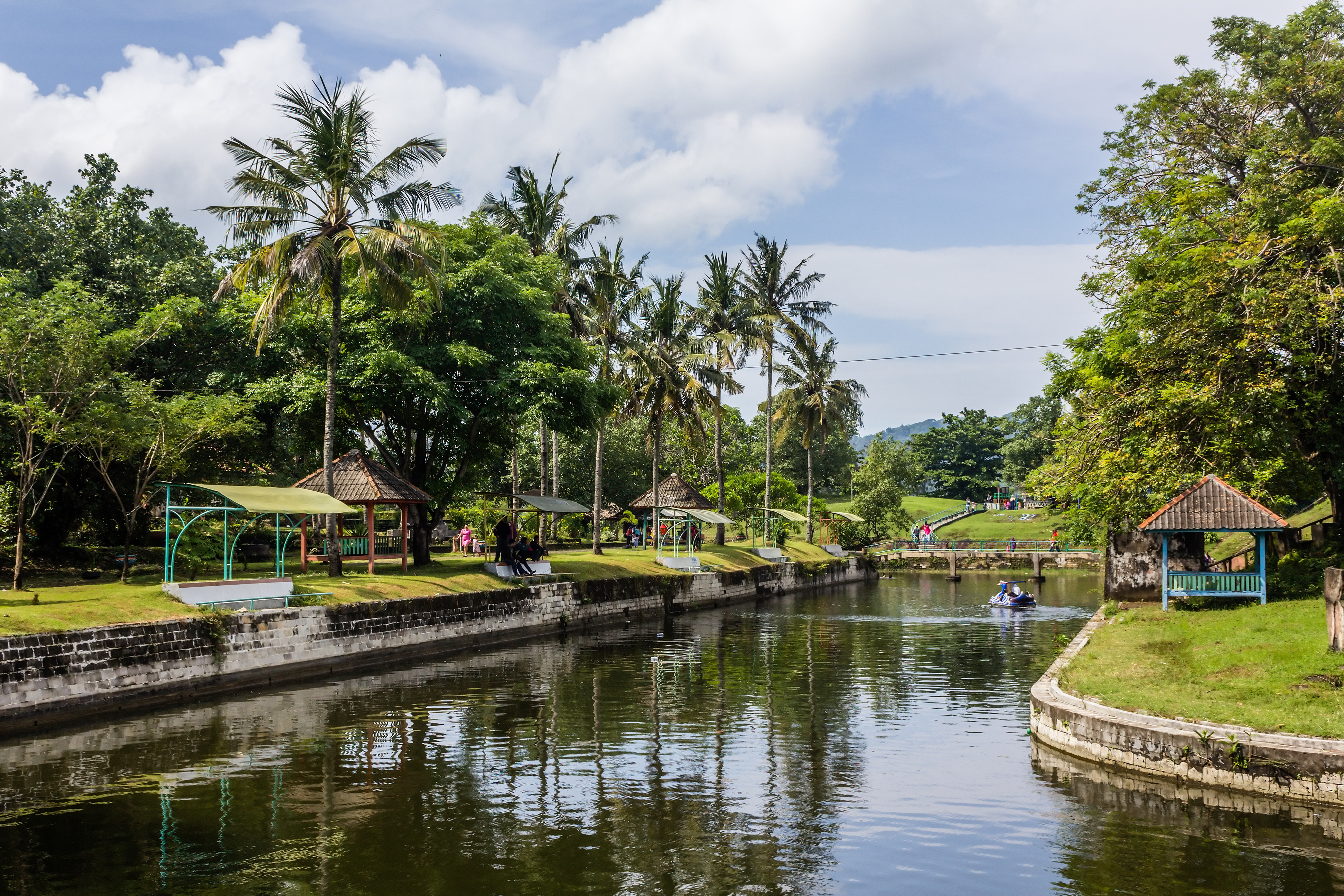
Wassererholungsgebiet in Benteng Pendem (2015)

Cilacap (Javanisch: ꦏꦨꦸꦥꦠꦺꦤ꧀ꦕꦶꦭꦕꦥ꧀) ist ein indonesischer Regierungsbezirk (Kabupaten) in der Provinz Jawa Tengah, im Zentrum der Insel Java. Mitte 2022 leben hier knapp 2 Millionen Menschen. Hauptstadt und Regierungssitz des Verwaltungsdistrikts ist die gleichnamige Stadt Cilacap. Cilacap ist eine wichtige Hafen- und Industriestadt. Der lokale Hafen ist ein Drehkreuz für den nationalen und internationalen Handel. Der Flughafen Tunggul Wulung der Stadt bietet Linienflüge nach Jakarta und Semarang.

## Geografie

### Lage
Der Kabupaten Cilacap erstreckt sich zwischen 7°30′ und 7°45′20″ s. Br. sowie zwischen 108°4′30″ und 109°30′30″ ö. L. Er grenzt im Westen an die Regierungsbezirke Pangandaran und Ciamis sowie die Stadt Banjar, im Norden an den Regierungsbezirk Kuningan – alle vier Verwaltungseinheiten gehören zur Provinz Westjava (Jawa Barat). Nachbarn in der eigenen Provinz hat Cilacap im Nordosten mit dem Regierungsbezirk Brebes, im Osten mit Banyumas und im Südosten mit Kebumen. Schließlich bildet im Süden die Küstenlinie zum Indischen Ozean eine natürlich Grenze.

## Verwaltungsgliederung
Der Regierungsbezirk wird administrativ in 24 Kecamatan (Distrikte) unterteilt. Eine weitere Unterteilung erfolgt in 484 Dörfer (davon 15 Kelurahan mit urbanem Charakter) mit 2.334 Rukun Warga (RW, Weiler) und 10.557 Rukun Tetangga (RT, Nachbarschaften).
| Code 1   | Kecamatan Distrikt | Ibu Kota Verwaltungssitz | Fläche (km²) | Einwohner Census 2010 2 | Volkszählung 2020 | Volkszählung 2020 | Volkszählung 2020 | Anzahl der | Anzahl der |
| Code 1   | Kecamatan Distrikt | Ibu Kota Verwaltungssitz | Fläche (km²) | Einwohner Census 2010 2 | Einwohner 3       | 0Dichte 40        | Sex Ratio 5       | Desa 6     | Kel. 7     |
| -------- | ------------------ | ------------------------ | ------------ | ----------------------- | ----------------- | ----------------- | ----------------- | ---------- | ---------- |
| 33.01.01 | Kedungreja         | Ciklapa                  | 71,43        | 71.796                  | 87.935            | 1.231,1           | 101,9             | 11         | –          |
| 33.01.02 | Kesugihan          | Kesugihan Kidul          | 82,31        | 107.385                 | 133.261           | 1.619,0           | 102,5             | 16         | –          |
| 33.01.03 | Adipala            | Adipala                  | 61,19        | 75.334                  | 93.999            | 1.536,2           | 102,7             | 16         | –          |
| 33.01.04 | Binangun           | Binangun                 | 51,42        | 54.574                  | 68.684            | 1.335,7           | 101,8             | 17         | –          |
| 33.01.05 | Nusawungu          | Nusawungu                | 61,26        | 68.094                  | 85.787            | 1.400,4           | 102,1             | 17         | –          |
| 33.01.06 | Kroya              | Kroya                    | 58,83        | 95.307                  | 114.431           | 1.945,1           | 102,1             | 17         | –          |
| 33.01.07 | Maos               | Klapagada                | 28,05        | 40.410                  | 46.188            | 1.646,6           | 99,4              | 10         | –          |
| 33.01.08 | Jeruklegi          | Jeruklegi Wetan          | 96,80        | 59.152                  | 76.658            | 791,9             | 102,5             | 13         | –          |
| 33.01.09 | Kawunganten        | Kawunganten              | 117,43       | 69.799                  | 84.354            | 718,3             | 102,7             | 12         | –          |
| 33.01.10 | Gandrungmangu      | Gandrungmangu            | 143,19       | 88.562                  | 108.851           | 760,2             | 102,7             | 14         | –          |
| 33.01.11 | Sidareja           | Sidareja                 | 54,95        | 52.270                  | 61.940            | 1.127,2           | 100,5             | 10         | –          |
| 33.01.12 | Karangpucung       | Karangpulung             | 115,00       | 68.412                  | 79.096            | 687,8             | 101,9             | 14         | –          |
| 33.01.13 | Cimanggu           | Cimangga                 | 167,44       | 89.301                  | 102.001           | 609,2             | 101,7             | 15         | –          |
| 33.01.14 | Majenang           | Jenang                   | 138,56       | 122.763                 | 140.329           | 1.012,8           | 101,6             | 17         | –          |
| 33.01.15 | Wanareja           | Wanareja                 | 189,73       | 92.824                  | 105.580           | 556,5             | 100,4             | 16         | –          |
| 33.01.16 | Dayeuhluhur        | Dayeuhluhur              | 185,06       | 46.470                  | 49.095            | 265,3             | 98,9              | 14         | –          |
| 33.01.17 | Sampang            | Sampang                  | 27,30        | 36.636                  | 43.426            | 1.590,7           | 100,4             | 10         | –          |
| 33.01.18 | Cipari             | Cipari                   | 121,47       | 53.717                  | 66.084            | 544,0             | 102,3             | 11         | –          |
| 33.01.19 | Patimuan           | Patimuan                 | 75,30        | 42.716                  | 49.484            | 657,2             | 101,2             | 7          | –          |
| 33.01.20 | Bantarsari         | Bantarsari               | 95,54        | 60.795                  | 74.555            | 780,4             | 102,8             | 8          | –          |
| 33.01.21 | Cilacap Selatan    | Sidakaya                 | 9,11         | 79.433                  | 83.948            | 9.214,9           | 101,7             |            | 5          |
| 33.01.22 | Cilacap Tengah     | Gunungsimping            | 22,15        | 84.314                  | 90.418            | 4.082,1           | 102,0             |            | 5          |
| 33.01.23 | Cilacap Utara      | Gumilir                  | 18,84        | 69.265                  | 82.630            | 4.385,9           | 100,8             |            | 5          |
| 33.01.24 | Kampung Laut       | Klaces                   | 146,14       | 12.666                  | 15.523            | 106,2             | 107,7             | 4          | –          |
| 33.01    | Kab. Cilacap000    | Cilacap Tengah           | 2.138,50     | 1.642.107               | 1.944.857         | 909,5             | 101,8             | 269        | 15         |

## Demographie
Zur Volkszählung im September 2020 lebten im Kabupaten Cilacap 1.944.857 Menschen, davon 963.858  Frauen (49,32 %) und 980.999 Männer. Gegenüber dem letzten Census (2010) sank der Frauenanteil um 0,64 Prozent. 69,90 % (1.359.442) gehörten 2020 zur erwerbsfähigen Bevölkerung; 22,35 % waren Kinder (bis 14 Jahre) und 7,75 % im Rentenalter (ab 65 Jahren).
Mitte 2022 bekannten sich 98,70 Prozent der Einwohner zum Islam, Christen waren mit 1,15 % (15.594 ev.-luth. / 7.350 röm.-kath.) vertreten und 0,09 % waren Buddhisten. Zur gleichen Zeit waren von der Gesamtbevölkerung 41,86 % ledig; 51,47 % verheiratet; 2,37 % geschieden und 4,30 % verwitwet.
Im Kabupaten Cilacap werden folgende Sprachen gesprochen: Javanisch und Sundanesisch, aber die meisten Menschen können Bahasa Indonesia sprechen. Der verwendete Dialekt ist Banyumasan.

### Bevölkerungsentwicklung
| SP/SUPAS     | 1971         | 1980         | 1990         | 1995         | 2000         | 2005         | 2010         | 2015         | 2020         |
| ------------ | ------------ | ------------ | ------------ | ------------ | ------------ | ------------ | ------------ | ------------ | ------------ |
| Kab. Cilacap | 1.187.495    | 1.333.395    | 1.487.308    | 1.532.638    | 1.613.964    | 1.616.922    | 1.642.107    | 1.693.937    | 1.944.857    |
| Anteil %     | 5,43 %       | 5,26 %       | 5,21 %       | 4,91 %       | 5,44 %       | 4,99 %       | 4,50 %       | 5,02 %       | 5,29 %       |
| Jawa Tengah  | .21.877.081. | .25.372.889. | .28.521.692. | .31.223.258. | .29.653.266. | .32.382.657. | .36.516.035. | .33.753.023. | .36.742.501. |

| Rang unter den 29 Kabupaten der Provinz (06/2022) | Rang unter den 29 Kabupaten der Provinz (06/2022) |
| ------------------------------------------------- | ------------------------------------------------- |
| Fläche                                            | 00001                                             |
| Einwohnerzahl                                     | 00002                                             |
| Dichte                                            | 00023                                             |

- Bevölkerungsentwicklung des Kabupaten Cilacap von 1971 bis 2020
- Ergebnisse der Volkszählungen Nr. 3 bis 8 – Sensus Penduduk (SP)
- Ergebnisse von drei intercensalen Bevölkerungsübersichten (1995, 2005, 2015) – Survei Penduduk Antar Sensus (SUPAS)[6]

### Bevölkerungsfortschreibung
Endjährliche Fortschreibung auf Basis der lokalen Meldebehörden (indonesisch Dinas Kependudukan dan Catatan Sipil).
| 2000 | 1.671.779 |  | 2007 | 1.730.469 |  | 2014 | 1.774.649 |
| 2001 | 1.689.214 |  | 2008 | 1.738.603 |  | 2015 | 1.780.533 |
| 2002 | 1.696.765 |  | 2009 | 1.744.128 |  | 2016 | 1.785.971 |
| 2003 | 1.704.596 |  | 2010 | 1.748.705 |  | 2017 | 1.842.913 |
| 2004 | 1.709.908 |  | 2011 | 1.755.268 |  | 2018 | 1.906.849 |
| 2005 | 1.716.235 |  | 2012 | 1.764.003 |  | 2019 | 1.937.427 |
| 2006 | 1.722.607 |  | 2013 | 1.768.502 |  | 2020 | 1.944.857 |
|      |           |  |      |           |  | 2021 | 1.963.824 |